# Osama Orabi
Osama Orabi (ar. أسامة عرابى, ur. 25 stycznia 1962 w Kairze) – piłkarz egipski grający na pozycji pomocnika.

## Kariera klubowa
Przez całą karierę piłkarską Orabi związany był z klubem Al-Ahly Kair. W 1982 roku zadebiutował w jego barwach w pierwszej lidze egipskiej i z czasem stał się jego podstawowym zawodnikiem. W 1983 roku zdobył swój pierwszy Puchar Egiptu, a w 1985 roku wywalczył swoje pierwsze mistrzostwo Egiptu. W 1987 roku zwyciężył z Al-Ahly w Afrykańskiej Lidze Mistrzów (0:0 i 2:0 w finale z Al-Hilal Omdurman z Sudanu). W swojej karierze jeszcze dziewięciokrotnie zostawał mistrzem kraju w latach 1986, 1987, 1989 i 1994-99 oraz siedmiokrotnie puchar kraju w latach 1984, 1985, 1989, 1991-93 i 1996. W 1995 roku wygrał Arabski Puchar Zdobywców Pucharów, a w 1996 – Arabską Ligę Mistrzów. Natomiast w latach 1984–1986 i 1993 sięgnął z Al-Ahly po Afrykański Puchar Zdobywców Pucharów. W 1997 i 1998 roku wygrał Superpuchar Afryki. Karierę piłkarską zakończył w 1999 roku w wieku 37 lat.

## Kariera reprezentacyjna
W reprezentacji Egiptu Orabi zadebiutował 29 stycznia 1988 roku w wygranym 1:0 towarzyskim meczu z Bułgarią, rozegranym w Kairze. W 1988 roku zagrał w jednym meczu Pucharu Narodów Afryki 1988, grupowym z Kamerunem (0:1).
W 1990 roku został powołany przez selekcjonera Mahmouda El-Gohary’ego do kadry na Mistrzostwa Świata we Włoszech. Tam był rezerwowym zawodnikiem i zagrał w jednym spotkaniu, zremisowanym 0:0 z Irlandią. Od 1988 do 1993 roku rozegrał w kadrze narodowej 17 meczów.